# 사랑하는 사람아 2
"사랑하는 사람아 2"('84 續 사랑하는 사람아)는 한국에서 제작된 장일호 감독의 1983년 영화이다. 정윤희 등이 주연으로 출연하였고 한갑진 등이 제작에 참여하였다.

## 출연

### 주연
- 정윤희
- 한진희

### 조연
- 김민희
- 김진규
- 김국현

## 기타
- 조명: 이억만